# Ceyrat
Ceyrat ist eine französische Stadt mit 6548 Einwohnern (Stand 1. Januar 2022) im Département Puy-de-Dôme in der Region Auvergne-Rhône-Alpes.

## Geographie
Die Gemeinde Ceyrat besteht aus den zwei Märkten Ceyrat und Boisséjour. Sie liegt südwestlich der Stadt Clermont-Ferrand im Regionalen Naturpark Volcans d’Auvergne im Zentralmassiv.

## Sehenswürdigkeiten
- Burgruine Chateau De Montrognon östlich der Stadt.

## Städtepartnerschaften
Seit 1975 besteht eine Partnerschaft zwischen Ceyrat und Beratzhausen in Bayern.